# Російська Америка

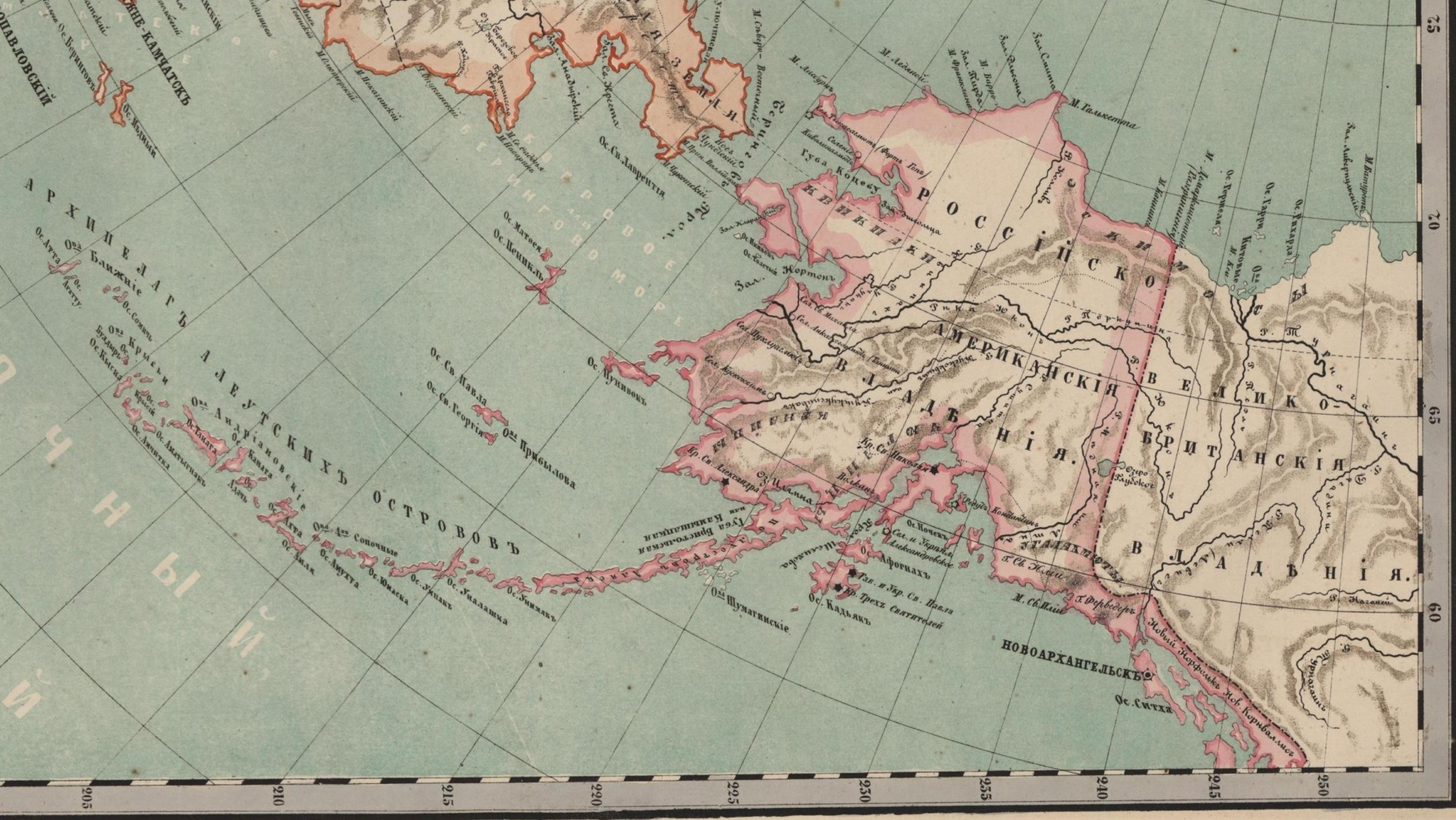
Російська Америка на 1860 р.

57°03′00″ пн. ш. 135°19′00″ зх. д. / 57.05° пн. ш. 135.31666667° зх. д.
Російська Америка — сукупність володінь Російської імперії в Північній Америці, що містила Аляску, Алеутські острови, Олександрівський архіпелаг і поселення на тихоокеанському узбережжі сучасних США (Форт Росс).

## Історія
Першими росіянами, які з боку Сибіру відкрили Аляску (Америку), була експедиція Семена Дежньова у 1648 році. Існує припущення, що частина мореплавців після корабельної аварії одного з кочів могла висадитися на американський берег і заснувати перше нежиттєздатне поселення Кинговей.
У 1772 році на алеутському Уналашку засновано перше торгове російське поселення.
У 1732 році Михайло Гвоздьов на боті «Святий Гавриїл» здійснив плавання до берегів «Великої землі» (північно-західної Америки), першим з європейців досяг узбережжя Аляски в районі мису Принца Уельського. Гвоздьов визначив координати і наніс на карту близько 300 км узбережжя півострова Сьюард, описав береги протоки і острова, що лежать у ньому. У жовтні 1732 року повернувся в Нижньокамчатський острог.
1741 року експедиція Берінга на двох пакетботах «Святий Петро» (Берінг) і «Святий Павло» (Чиріков) досліджувала Алеутські острови і береги Аляски.
З 1740-х років експансія росіян на Алясці наштовхнулась на опір індіанців, який переріс у російсько-індіанську війну 1802—1805 років.

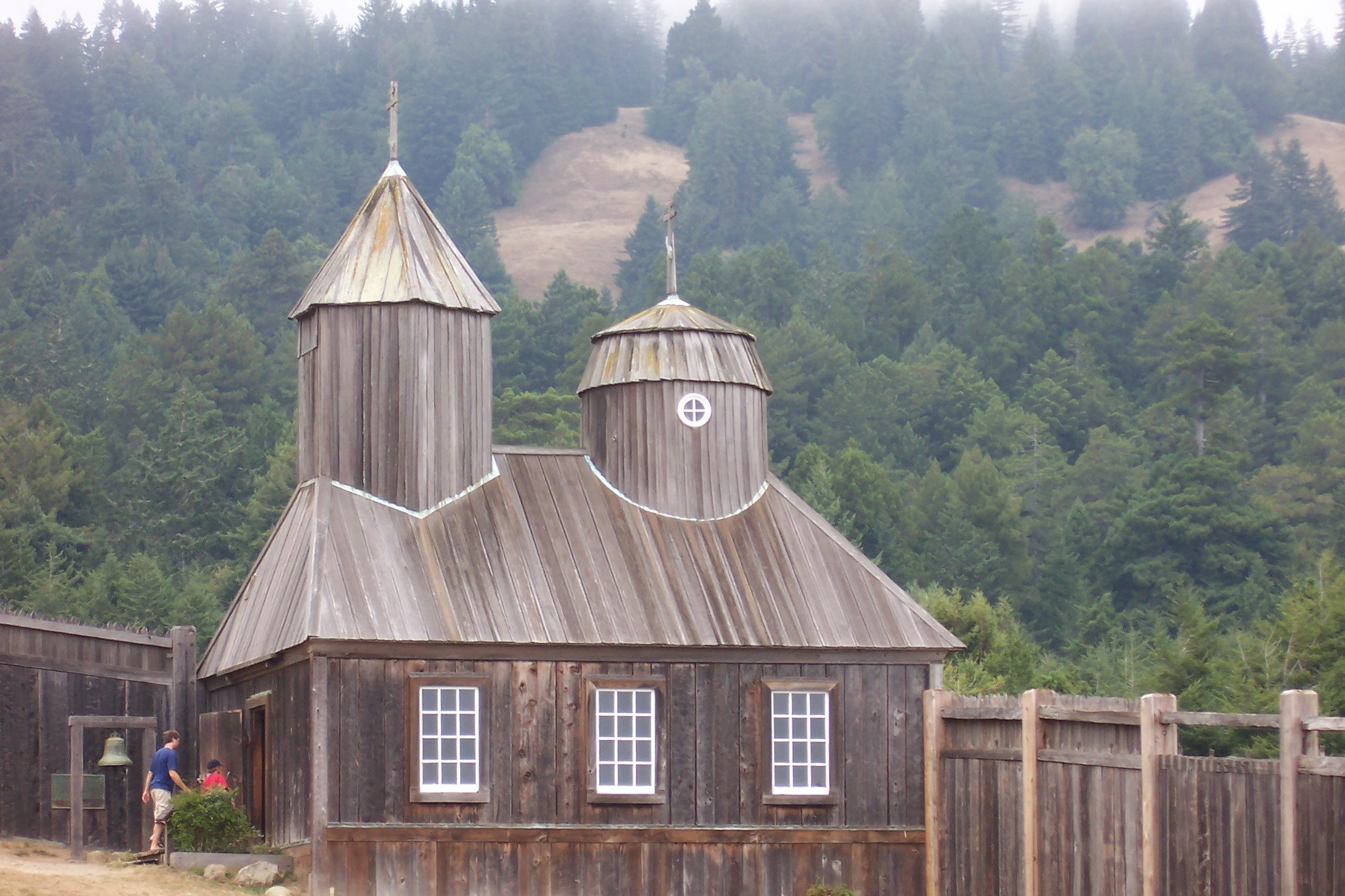
Форт-Росс, Каліфорнія

«Карта Льодовитого моря і Східного океану», складена 1844 року гідрографічним департаментом Морського міністерства Російської Імперії з детальним показанням Російської Америки

### Російська та Британська Америка
1824 року була підписана Російсько-американська конвенція, що зафіксувала південний кордон володінь Російської імперії в Алясці на широті 54 ° 40'N. Конвенція також підтверджувала володіння Сполучених Штатів та Великої Британії (до 1846) в Орегоні.
1824 року була підписана Англо-російська конвенція про розмежування їхніх володінь в Північній Америці (в Британській Колумбії). За умовами Конвенції встановлювалася прикордонна межа, яка відокремлює володіння Британії від російських володінь на західному узбережжі Північної Америки, що примикає до п-ова Аляски так, що межа проходила на всій береговій смузі, що належить Росії, від 54 ° пн.ш. до 60 ° пн.ш., на відстані 10 миль від кромки океану, враховуючи всі вигини узбережжя. Таким чином, лінія російсько-британського кордону була в цьому місці не прямою (як це було з лінією кордону Аляски та Юкону), а надзвичайно звивистою. У тому ж році англійці будують Ванкувер, який перетворює Форт-Росс в анклав. 

### Втрата Російської Америки

Карта Північно-Західної Америки 1867 з показанням територій, переданих Російською Імперією Північно-Американським Сполученим Штатам

Неоднозначно зараз історики відносяться до продажу Аляски. Одні дотримуються думки, що ця міра була змушена, через ведення Росією Кримської кампанії (1853 — 1856) і важкого становища на фронтах. Інші наполягають на тому, що це було чисто комерційна угода, яка не позбавлена корупційної складової в російському уряді.
У січні 1841 року Форт Росс був проданий громадянину Мексики Джону Саттеру. А 1867 році Аляска була продана США за 7 200 000 доларів.
1 січня 1868 року 69 солдатів та офіцерів Ново-Архангельського гарнізону виїхали в Ніколаєвськ-на-Амурі на судні РАК «Нахімов». Група, що складалася із колоніальних громадян та креолів, виїхала 24 квітня 1868 року в Ніколаєвськ-на-Амурі на судні «Імператор Олександр II». Остання група росіян покинула Ново-Архангельськ 30 листопада 1868 році на купленому для цих цілей судні «Крилата стріла», яке прямувало до Кронштадту. Всього на цьому судні виїхало 309 осіб.